# Holothuria hilla
Holothurie contractile
Espèce
Synonymes
- Holothuria flammea Quoy & Gaimard,1833
- Holothuria monacaria Lesson, 1830
- Stichopus gyrifer Selenka 1867

Statut de conservation UICN

 LC  : Préoccupation mineure
L’holothurie contractile (Holothuria (Mertensiothuria) hilla) est une espèce de concombre de mer de la famille des Holothuriidae.

## Description
C'est une holothurie d'aspect caractéristique, avec un corps allongé en cylindre (parfois légèrement aplati sur la face ventrale), légèrement effilé vers l'arrière. Cette holothurie peut mesurer jusqu'à 25 voire 40 cm de long pour environ 5 cm de diamètre. 
Son aspect est très caractéristique, de couleur fauve (orange, rosée, violacée, ou noisette, et tirant vers le brun foncé pour les vieux spécimens), avec une peau hérissée de longues papilles clairsemées, coniques et molles, de couleur crème et pouvant donner l'impression de piquants ; parfois les taches claires à la base de ces papilles peuvent être confluentes et former des lignes longitudinales. La face ventrale (« trivium ») est de même couleur que le bivium, tapissée de podia jaunâtres disposés en 5 rangées. Le tégument est mou, fin et ridé, et n'agglomère pas spontanément le sable. Vingt tentacules buccaux très courts rayonnent autour de la bouche, qui est en position ventrale. Cette espèce ne semble pas capable d'éjecter de tubes de Cuvier.

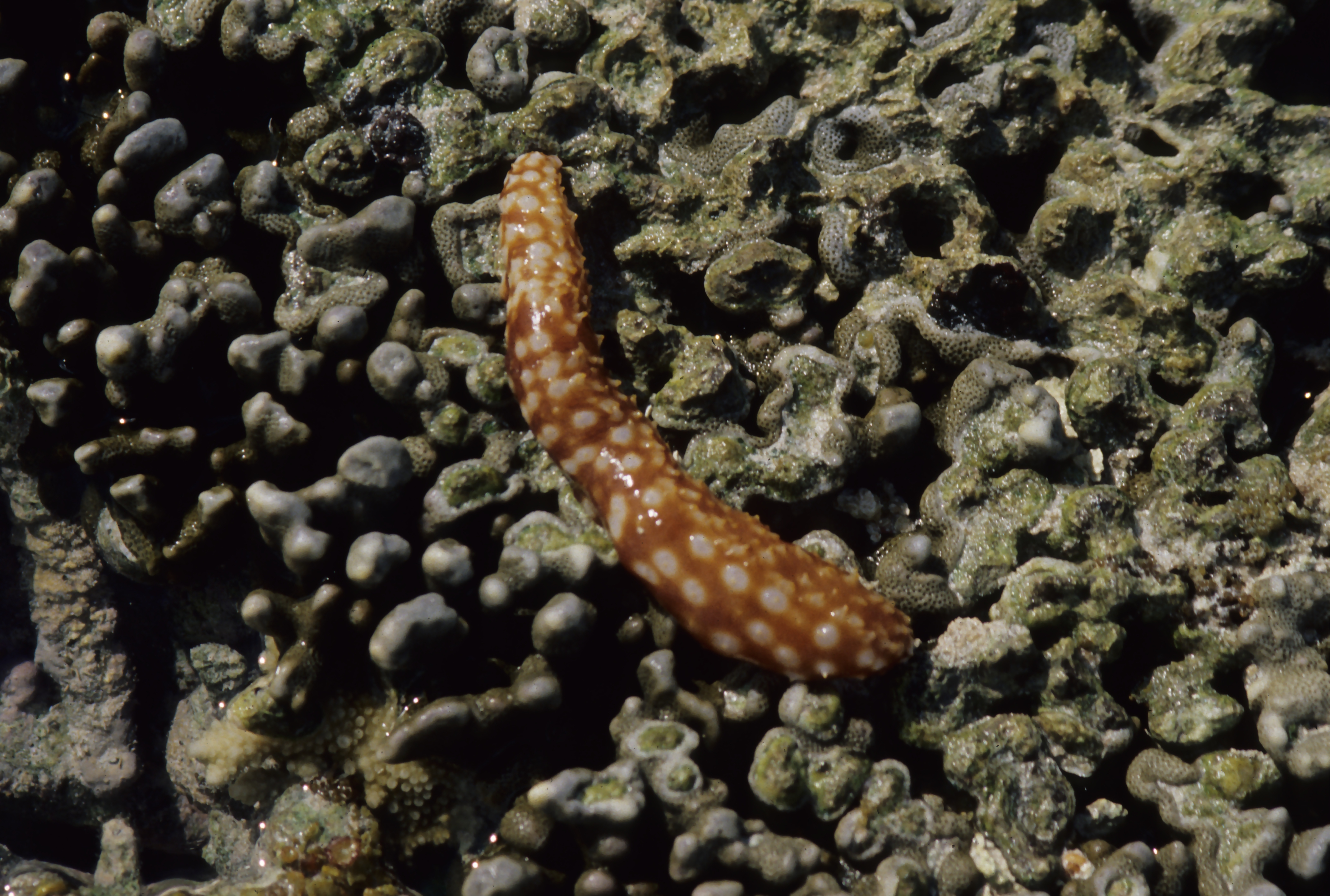
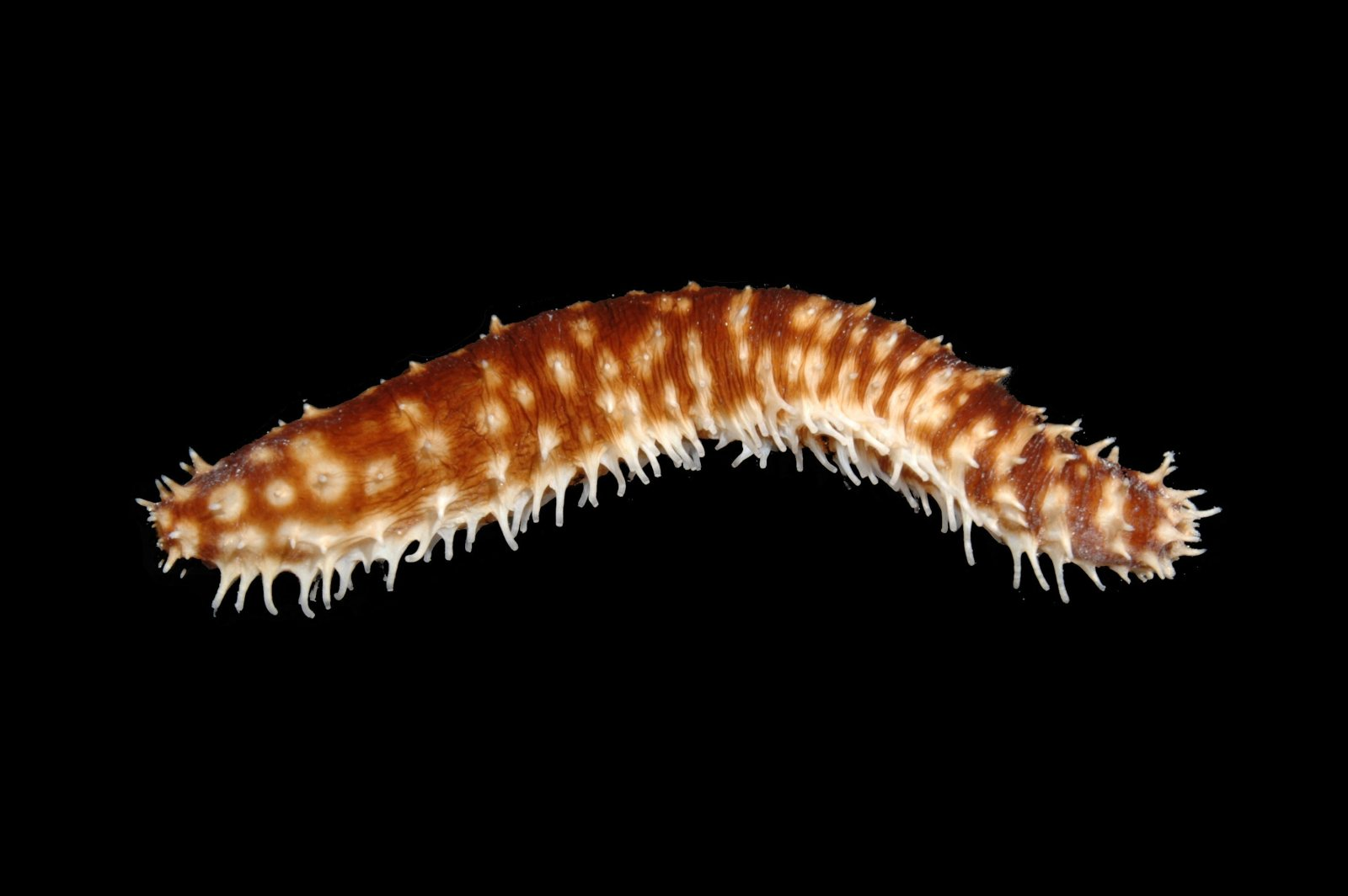

Cette espèce ne doit pas être confondue avec ses congénères comme Holothuria impatiens (tégument ferme, couleur plus terne, taches foncées sur le bivium, papilles courtes et sans tache claire) ou Holothuria pardalis (plus petite, couleur terne, bivium orné de deux séries longitudinales de taches brunes, papilles plus fines et denses). 

## Habitat et répartition
Cette espèce est très largement répartie dans le bassin Indo-Pacifique tropical ainsi qu'en Mer Rouge, et se rencontre de l'Égypte à Hawaii, et même plus rarement jusque sur les côtes pacifiques de l'Amérique centrale.
Espèce benthique, on la trouve posée sur le fond, principalement dans les lagons, sur fonds sableux, coralliens ou dans les herbiers, entre 1 et 20 m ou 30 m de profondeur, parfois signalée jusqu'à 200 m. Elle vit souvent cachée pendant la journée.

## Écologie et comportement

### Alimentation
Comme toutes les holothuries de son ordre, cette espèce se nourrit en ingérant le substrat sableux, qu'elle trie grossièrement et porte à sa bouche à l'aide de ses tentacules buccaux pour en digérer les particules organiques.
On trouve parfois cette holothurie en agrégations importantes : elle participe très activement au processus de recyclage du sédiment.

### Reproduction
La reproduction est sexuée, et la fécondation a lieu en pleine eau après émission synchronisée des gamètes mâles et femelles (les holothuries adoptent alors une position érigée caractéristique). La larve évolue parmi le plancton pendant quelques semaines avant de se fixer pour entamer sa métamorphose.
Une reproduction par scissiparité est aussi observée.

## Relations à l'homme
Cette espèce est comestible, et consommée ponctuellement dans certains pays où les holothuries de peu de valeur commerciale sont exploitées, notamment les îles pauvres et pendant les périodes de disette. Cette espèce est aussi parfois vendue sur certains marchés du sud-est asiatiques comme trepang de second choix, mais sa valeur commerciale est très faible.
Comme cette espèce est largement répandue et d'un intérêt commercial limité, elle n'est pas considérée comme une espèce en danger par l'UICN.